# Gamadiel García
Gamadiel Adrián García Sánchez (* 20. Juli 1979 in Santiago) ist ein ehemaliger chilenischer Fußballspieler. Der offensive Mittelfeldspieler bestritt ein Länderspiel für die Nationalmannschaft.

## Karriere

### Verein
Gamadiel García begann seine Profikarriere 1998 bei Universidad de Chile, wo er direkt das Double aus Meisterschaft und Pokal gewann. Bei seiner Leihstation Coquimbo Unido 1999/2000 konnte er als Topscorer des Teams überzeugen. 2003/04 wurde er an den mexikanischen Verein Necaxa verliehen. 2005 wechselte García nach Venezuela, wo er in seiner Karriere mehrfach spielte. 2005 ging er zum FC Caracas, 2006 zum UA Maracaibo und 2012 spielte er beim Deportivo Táchira FC|. Daneben sammelte er weitere Auslandserfahrungen bei Once Caldas in Kolumbien und bei Skoda Xanthi in Griechenland. In Chile spielte er bis 2014 bei Vereinen in der Primera División und ließ dann seine Karriere bei unterklassigen Teams ausklingen. Nach Coquimbo Unido und Deportes Concepción aus der Primera B lief der Mittelfeldspieler eine Saison für Deportes Colchagua aus der Segunda División auf. Seine Karriere beendete García bei Deportes Pintana.

### Nationalmannschaft
Gamadiel García bestritt im April 2002 beim Freundschaftsspiel gegen die Türkei sein einziges A-Länderspiel. Zuvor hatte er bereits mit der U20-Nationalmannschaft bei der Südamerikameisterschaft 1999 gespielt.

### Erfolge
Universidad de Chile
- Chilenischer Meister: 1998
- Chilenischer Pokalsieger: 1998

Coquimbo Unido
- Chilenischer Zweitliga-Meister: 2014-C